# Chris Ryan
Chris Ryan, né en 1961 est un romancier britannique, ancien soldat du Special Air Service (SAS), les forces spéciales britanniques. Son livre le plus connu est Strike Back (Riposter, 2007), où il raconte son expérience au SAS.

## Biographie
Chris Ryan est né en 1961 au nord-est de l'Angleterre. À l'âge de 16 ans, il souhaite rentrer dans l'armée après que son cousin Billy, déjà au SAS, l'a invité à voir « ce que c'est d'être dans l'armée ». Encore trop jeune, il doit attendre d'avoir 23 ans avant d'intégrer le 23 SAS, un régiment de réserve, puis le 22 SAS d'active où il est formé comme infirmier et tireur d'élite. Pendant sept ans, il participe à des missions avec son unité, y compris en Extrême-Orient et au Zaïre.
Durant la guerre du Golfe de 1991, il est le seul membre de la patrouille Bravo Two Zero, dirigée par Andy McNab, à réussir à s'échapper d'Irak sans être capturé ou tué. C'est l'échappée la plus longue accomplie par un membre du SAS. En 1994, Chris Ryan quitte le SAS. Il est depuis auteur de livres à succès ayant pour contexte les missions du SAS.